# Hirvasjärvi, Raatejärvi ja Tulijärvi
Hirvasjärvi, Raatejärvi ja Tulijärvi este o arie protejată (arie de protecție specială avifaunistică — SPA) din Finlanda întinsă pe o suprafață de 130 ha, integral pe uscat.

## Localizare
Centrul sitului Hirvasjärvi, Raatejärvi ja Tulijärvi este situat la coordonatele 64°57′45″N 29°22′25″E / 64.9625°N 29.3736°E.

## Înființare
Situl Hirvasjärvi, Raatejärvi ja Tulijärvi a fost declarat arie de protecție specială avifaunistică în august 1998 pentru a proteja 17 specii de animale.

## Biodiversitate
Situată în ecoregiunea boreală, aria protejată nu include niciun habitat protejat.
La baza desemnării sitului se află mai multe specii protejate de  păsări (17): rață sulițar (Anas acuta), rața moțată (Aythya fuligula), bătăuș (Calidris pugnax), lebădă de iarnă (Cygnus cygnus), șoimul rândunelelor (Falco subbuteo), cufundar polar (Gavia arctica), cocor (Grus grus), Hydrocoloeus minutus, pescăruș râzător (Larus ridibundus), becațină mică (Lymnocryptes minimus), rață neagră (Melanitta nigra), Mergellus albellus, codobatura galbenă (Motacilla flava), ploier auriu (Pluvialis apricaria), corcodel-urechiat (Podiceps auritus), fluierar negru (Tringa erythropus), fluierar de mlaștină (Tringa glareola).
Pe lângă speciile protejate, pe teritoriul sitului au mai fost identificate 7 specii de păsări, 1 specie de amfibieni.